# U-579
Unterseeboot 579 foi um submarino alemão do Tipo VIIC, pertencente a Kriegsmarine que atuou durante a Segunda Guerra Mundial.

## Comandantes
| Comandante                        | Data                                        |
| --------------------------------- | ------------------------------------------- |
| Kptlt. Dietrich Lohmann           | 17 de julho de 1941 - 22 de outubro de 1941 |
| Oblt. Günther Ruppelt             | 27 de maio de 1942 - outubro de 1942        |
| Oblt. Gerhard Linder              | outubro de 1942 - setembro de 1944          |
| Oblt. Hans-Dietrich Schwarzenberg | setembro de 1944 - 5 de maio de 1945        |

## Subordinação
Durante o seu tempo de serviço, esteve subordinado às seguintes flotilhas:
| Período                                         | Flotilha                                 |
| ----------------------------------------------- | ---------------------------------------- |
| 17 de julho de 1941 - 22 de outubro de 1941     | 5. Unterseebootsflottille (treinamento)  |
| 27 de maio de 1942 - 31 de agosto de 1943       | 14. Unterseebootsflottille (treinamento) |
| 1 de setembro de 1943 - 28 de fevereiro de 1945 | 23. Unterseebootsflottille (treinamento) |
| 1 de março de 1945 - 5 de maio de 1945          | 4. Unterseebootsflottille (treinamento)  |